# Agnieszka Glińska (montażystka)
Agnieszka Glińska (ur. 30 listopada 1975 w Warszawie) – polska montażystka filmowa.
Absolwentka kulturoznawstwa na Uniwersytecie Łódzkim (specjalizacja: Film) i montażu w PWSFTVi T w Łodzi. Należy do Polskiego Stowarzyszenia Montażystów (PSM), jest również członkinią Polskiej Akademii Filmowej, Europejskiej Akademii Filmowej (EFA) i Amerykańskiej Akademii (AMPAS).
Nominowana w kraju i za granicą do nagród w kategorii „Najlepszy montaż filmowy”, laureatka kilku z nich.

## Filmografia
Jako montażysta

Źródło:

- Cisza. Sześć ćwiczeń dokumentalnych (2003)
- Spam (2004)
- Solidarność, solidarność (2005)
- Sztuka masażu (2006)
- Szkoła Wajdy (2006)[4]
- Taxi A (2007)
- Limousine (2008)
- Sześć tygodni (2009)
- Lunatycy (2009)
- Wszystko, co kocham (2009)
- Sześć tygodni (2009)
- Na północ od Kalabrii (2009)
- Kret (2010)
- Matka Teresa od kotów (2010)
- Muse (2010)
- Święta krowa (2010)
- Bye, bye Dublin! (2010)
- Glasgow (2010)
- Hakawati (2011)
- Warsaw Dark (2011)
- Kierowca (2011)
- I Want (No) Reality (2012)
- Yuma (2012)
- Łaska (2012)
- Sekrety miłości (2013)
- Jeziorak (2014)
- Dom na głowie (2014)
- Kochanie, chyba cię zabiłem (2014)
- Rodnik (2014)
- Difret (2014)
- Polskie gówno (2014)
- 11 minut (2015)
- Intruz (2015)
- Europa i okolice (2015)
- Watching the Moon at Night (2015)
- Koniec świata (2015)
- Komunia (2016)
- Światło i cień (2016)
- Atak Paniki (2017)
- 53 wojny (2018)
- My name is Sara (2019)[5]
- Pustostan (2019)[6]
- Wszystko dla mojej matki (2019)
- Maryjki (2020)
- Sweat (2020)
- Jak najdalej stąd (2020)
- Biała odwaga (2024)

## Nagrody i nominacje

### Orły
- 2014 – nominacja w kategorii „Najlepszy montaż”, film Jeziorak
- 2016 – wygrana w kategorii „Najlepszy montaż”, film 11 minut[7]
- 2017 – nominacja w kategorii „Najlepszy montaż”, film Komunia
- 2021 – nominacja w kategorii „Najlepszy montaż”, film Jak najdalej stąd
- 2022 – nominacja w kategorii „Najlepszy montaż”, film Dyrid
- 2023 – nominacja w kategorii „Najlepszy montaż”, film The Silent Twins
- 2023 – wygrana w kategorii „Najlepszy montaż”, film IO

### Złote Lwy
- 2015 – wygrana w kategorii „Najlepszy montaż” za filmy 11 minut, Intruz[3]
- 2020 -  wygrana w kategorii "Najlepszy montaż" za film "Sweat"

### KFF
- 2014 – wygrana Nagroda Specjalna w konkursie ogólnopolskim: Nagroda Prezesa Stowarzyszenia Filmowców Polskich za najlepszy montaż za film Dom na głowie[8]

### OFFskary
- 2016 – nominacja, montaż filmu Dom na głowie
- 2017 – nominacja, montaż filmu Koniec świata
- 2018 – nominacja, montaż filmu Komunia[9]